# Gazebo (Architektur)

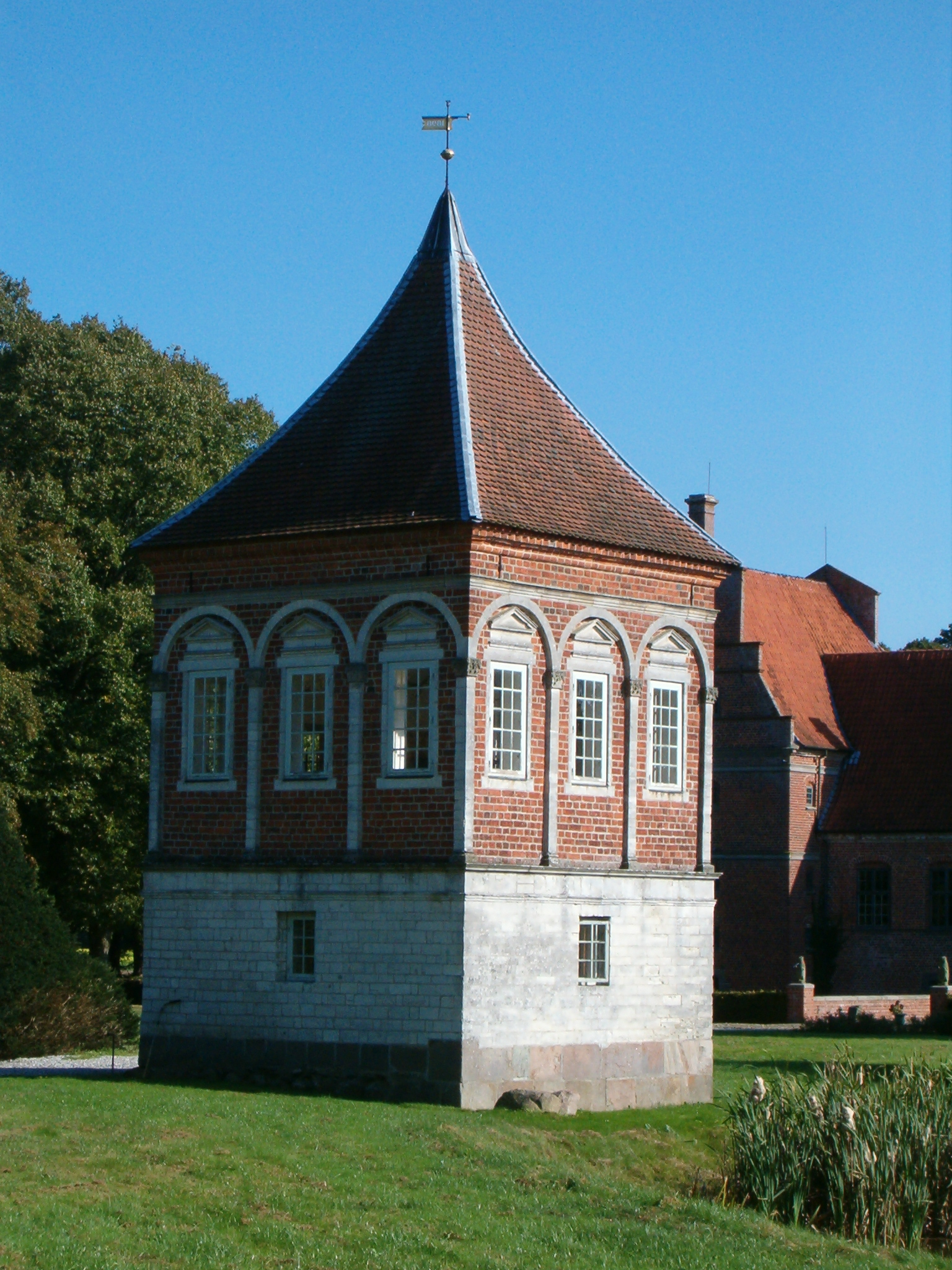
Gazebo im Schloss Rosenholm, Dänemark

Gazebo ist ein Begriff aus der Architektur und beschreibt ein Aussichtstürmchen in einem pittoresken Garten bzw. auch ein Sommerhaus oder einen Pavillon in einem Garten oder Park mit guter Aussicht. Auch ein türmchenartiger Aufbau auf einem Haus kann als Gazebo bezeichnet werden. Der Begriff erscheint in der englischen Sprache wohl erstmals im 18. Jahrhundert. Auch eine zu dieser Zeit aufkommende Neigung zu chinesischer Architektur ließ eine Vorliebe für derartige Bauwerke entstehen. Sie haben oft einen achteckigen Grundriss und sind nach allen Seiten offen.

## Etymologie
In dem wohl hauptsächlich im englischen Sprachraum seit dem 18. Jahrhundert verwendeten Begriff sind – vermutlich zunächst in scherzhafter Absicht – das mittelenglische Wort „gaze“ für „schauen, anstarren“ und die lateinische Futur-Endung „-bo“ enthalten (in Analogie zu videbo „ich werde sehen“), bedeutet also „ich werde (hinaus-)schauen“.

## Synonyma
- Siehe auch: Pavillon, Belvedere (Architektur) und Salettl